# Sárisáp
Sárisáp község Komárom-Esztergom vármegyében, az Esztergomi járásban.

## Fekvése
Komárom-Esztergom vármegye északkeleti részén, Tokod, Csolnok és Bajna között fekszik, az 1106-os és 1119-es utakat összekötő 1121-es út mentén.
Esztergom 20, Tokod 9,5, Tát 8, Piliscsaba 16, Nagysáp 10, Bajna 14 kilométer távolságra található.

## Nevének eredete
A település nevének Sár előtagja a falu mellett folyó Öreg-patak egykori Sár nevéből származik.  A sár: nedves, sáros, agyagos föld jelentésű főnévből lett "Sár" víznév jelentését a későbbiekben összekapcsolták a nyelvjárásbeli sár(i) szó sárga jelentésével.  A Sáp szó a Bár-Kalán nemzetség ősi birtokának neve volt. A két szó összekapcsolásából alakult ki a település későbbi neve.

## Története
A település és környéke már a kőkorszak óta lakott hely volt.  Területén feltárták a kőkori ember nyomait, és egy bronzkori földvár maradványai is előkerültek. De a kelták is megtelepedtek a környéken.
Itt állt valamikor a rómaiak által alapított Quadriburg nevű település is.
A település neve az oklevelekben 1193-ban: via Sap (Dl.724), 1248-ban pr. Sap, 1266-ban Saap, 1269-ben Vrsap ~ Vrusap , 1281-ben Saap,
129?-ben Wrsaap, 1332-ben Orsap, 1340-ben Sap alakban van írva.
A Sáp-nak, vagy Úrsáp-nak nevezett falu esetleg hercegi hercegi birtoklástól
kapta azÚr nevet.
1248-ban a Bár–Kalán nemzetség -be tartozó Pousa fia Nána,  Sáp egyötöd részét Petus fia Job-nak adta cserébe.
Az új birtokos Sápi vagy Úrsápi nemesek is a Bár-Kalán (Bor) nemzetségből származtak.
1266-ban Gergely fiai beleegyeznek Berény eladásába; ezek a többi Úrsápival Udvarnok szomszédosai.
1302-ben Péter fia Pouka is birtokos a településen. 1344-ben Sáp papja 1 gs. pápai tizedet fizet az oklevelek adatai szerint. Ebszőnyből (Ebszőnybánya) út vezet ide (1193). Berény (1266, 1269), Munkád és Kövi (1269), Udvarnok (1281, 1295), Bajna, Nyék és Kövi (1340) határosa volt, Kövitől északra feküdt. 1389-ben nevezik először mai nevén a falut az oklevelek.
1570-ben  a törökök által végzett összeíráskor már mint lakatlan hely szerepel (Sárisáp puszta néven). A XVII. század végére, a XVIII. század elejére népesül be újra a falu.
A falu főként mezőgazdaságból élő lakossága életét a XVIII. században itt talált barnaszén nagyban megváltoztatta.
A két világháború közötti időben a lakosság mezőgazdaságból és bányászatból élt. Az 1920-as években azonban a munkahelyek nagyarányú csökkenése miatt a falu lakosai közül is sokan kivándoroltak, főként Németországba, Hollandiába, Franciaországba és Belgiumba. A második világháború után, 1946-1947-ben a lakosok közül sokan települtek át Szlovákiába, Nyitrabányára, mai hivatalos nevén Handlovába és környékére.

## Közélete

### Polgármesterei
- 1990–1994: Dr. Szilárd Erzsébet (MSZMP-VP)[3]
- 1994–1998: Haracska Ferenc (MSZP-MP-BDSZ-BSZSZ-VP-VIT)[4]
- 1998–2002: Haracska Ferenc (MSZP)[5]
- 2002–2006: Haracska Ferenc (MSZP-BSZSZ)[6]
- 2006–2010: Kollár Károly Imre (független)[7]
- 2010–2014: Kollár Károly Imre (független)[8]
- 2014–2019: Kollár Károly Imre (független)[9]
- 2019–2024: Kollár Károly Imre (független)[10]
- 2024– : Kollár Károly (független)[1]

## Népesség
A település népességének változása:
| Lakosok száma | 2740 | 2712 | 2674 | 2715 | 2730 | 2744 | 2783 |
|               | 2013 | 2014 | 2015 | 2021 | 2022 | 2023 | 2024 |

A 2011-es népszámlálás során a lakosok 88,6%-a magyarnak, 0,9% cigánynak, 2,3% németnek, 0,2% románnak, 11,7% szlováknak magát (11,4% nem nyilatkozott; a kettős identitások miatt a végösszeg nagyobb lehet 100%-nál). A vallási megoszlás a következő volt: római katolikus 38,4%, református 3,5%, evangélikus 0,3%, görögkatolikus 0,4%, felekezeten kívüli 30,1% (26,8% nem nyilatkozott).
2022-ben a lakosság 89,8%-a vallotta magát magyarnak, 6,7% szlováknak, 2,6% németnek, 1% cigánynak, 0,3% románnak, 0,1% lengyelnek, 2,2% egyéb, nem hazai nemzetiségűnek (10,1% nem nyilatkozott; a kettős identitások miatt a végösszeg nagyobb lehet 100%-nál). Vallásuk szerint 27,1% volt római katolikus, 3,1% református, 0,4% görög katolikus, 0,1% evangélikus, 0,4% egyéb keresztény, 0,7% egyéb katolikus, 25,3% felekezeten kívüli (42,7% nem válaszolt).

## Nevezetességei
- Római katolikus templom: – barokk stílusú műemlék épület 1776-ban épült az előző, középkorban épült romossá vált templom helyére.
- Plébánia: – A középkori eredetű épület 1332-37 között épült.
- Kálvária: – Népi-barokk stílusban, az 1700-as években épült.

## Ismert személyek
- Itt (az akkor még Sárisáphoz tartozó annavölgyi bányatelepen) született 1919. szeptember 15-én Lévárdi Ferenc bányamérnök, nehézipari miniszter (1963–1971).

## Külső hivatkozások
- Sárisáp Önkormányzatának honlapja
- Sárisáp az utazom.com honlapján